# スーパーミニ・カー

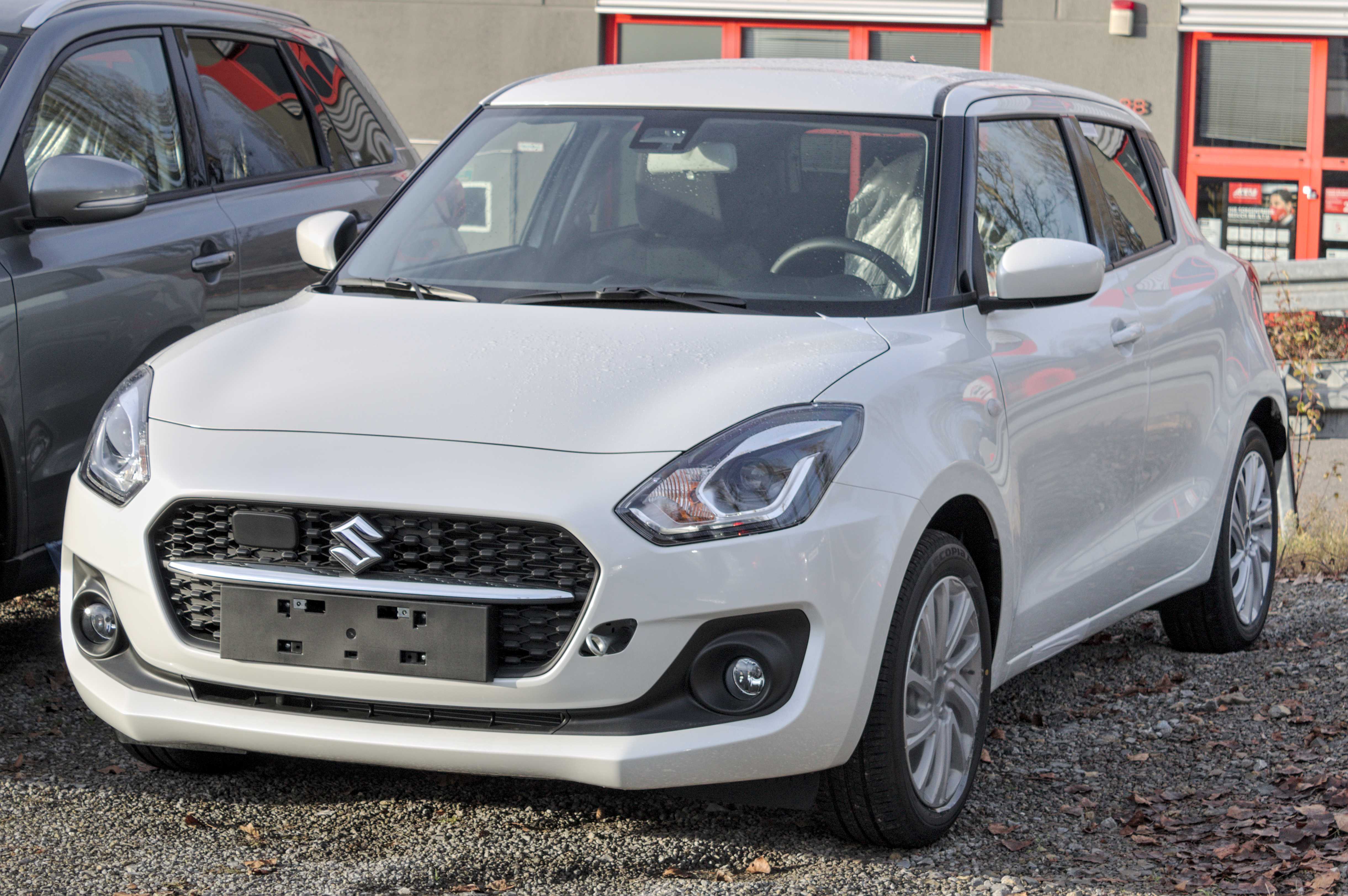
スズキ・スイフト

スーパーミニ・カー(Supermini car)とはイギリスにおける乗用車のカテゴリーであり、「シティ･カー」よりも大きく、「スモール･ファミリー･カー」より小さい乗用車である。
異なる分類法である「セグメント分類」ではBセグメントに、アメリカではサブコンパクト（バジェット）カーに、近似するカテゴリーである。
これらの自動車は、大人4名と子供1名のための座席を有し、そのほとんどがハッチバック機構を用いた2ボックス型の車体形状である。20年前には全長がおおむね3,700 mm程度であったが、2021年現在では全長がおおむね4,200 mm以内、全幅がおおむね1,750 mm以内が普通である。1950年代のスーパーミニには1957年のフィアット 500と1959年のオースチン・ミニなどがある。現在の日本車ではトヨタ・ヤリス、およびホンダ・ジャズ（ホンダ・フィット）、日産・マイクラ（日産・マーチ）、マツダ・MAZDA2、スズキ・スイフトなどがスーパーミニにあたる。スーパーミニはヨーロッパの自動車市場で大きな売り上げを占める。2004年、ベルギー、チェコ、デンマーク、フランス、ギリシャ、イタリア、オランダでもっとも売れた自動車はスーパーミニである。2005年、ヨーロッパの中でもっとも売れた15車種の中で6台はスーパーミニである。
(以下未訳)